# Skovmærke
Skovmærke (Galium odoratum) eller Bukkar er en 10-30 cm høj urt, der vokser i muldrige løvskove, hvor den danner tætte bestande. Planten er vellugtende, når blade eller stængler knuses.

## Beskrivelse
Skovmærke er en vintergrøn flerårig urt. Skuddene er oprette eller opstigende og firkantede med ru hår. Bladene sidder i 6-8 tallige kranse. De enkelte blade er lancetformede med en fintornet, ru rand. Over- og underside er græsgrøn. Løvet holder sig frisk langt ud på vinteren. Blomstringen sker i maj og juni, hvor de endestillede halvskærme hæves op over bladdækket. De enkle blomster er hvide og firtallige. Frugterne er todelte spaltefrugter, der spredes ved at hægte sig fast i pels eller tøj.
Rodnettet består af underjordiske stængler, der er stærkt forgrenede. Rødderne er fine og gennemvæver jorden helt.
Højde x bredde (og årlig tilvækst): 0,30 x 2,5 m (30 x 10 cm/år).

## Voksested
Skovmærke er i Danmark almindelig i Østjylland og på Øerne. Den findes i løvskove på muldbund.
På Hyby Fælled Øvelsesplads ved Fredericia findes den i bøgeskov sammen med bl.a. akselblomstret star, alm. brombær, guldnælde, hindbær, miliegræs, hvid anemone, kratfladbælg, liljekonval, skovstar, skovsyre, stinkende storkenæb, stor nælde, storblomstret hønsetarm og vorterod

## Duft og anvendelse
Bunddække i skygge, skovbund, bund mellem roser.
De grønne dele af planten indeholder et stof, som fraspalter kumarin. Det dufter fint og krydret (som godt hø), hvad der gør, at planten bruges til grønne kranse og som drinkskrydderi (fx i snaps).

## Plantes sammen med
De ovennævnte, naturlige naboer eventuelt suppleret med f.eks.:
- Hasselurt (Asarum europaeum)
- Julerose (Helleborus niger)
- Blå anemone (Hepatica nobilis)
- Canadisk blodurt (Sanguinaria canadense)
- Finnet bispehue (Epimedium pinnatum)
- Himmelblå lungeurt (Pulmonaria angustifolia)
- Kranskonval (Polygonatum verticillatum)
- Kranslilje (Lilium martagon)
- Liljekonval (Convallaria majalis)
- Skovjordbær (Fragaria vesca)
- Stor stjerneskærm (Astrantia major)

## Pleje
Plant Skovmærke ud i april, og vælg et skygget, fugtigt voksested. Hvis overjorden er for tung bør der tilføres en blanding af lige dele filtergrus (2-6) og harpet kompost. Råjorden kan eventuelt tilføres lige dele filtergrus og perlegrus. Vand planten i tørre perioder den første sæson. Derefter skal den kunne klare sig selv. Gødskning bør undgås, da det hæmmer blomstringen. Planten kan deles i april.

## Note
1. ↑  Skov- og Naturstyrelsen: Beskrivelse af Hyby Fælles Øvelsesplads